# Macrosia chalybeata
Macrosia chalybeata är en fjärilsart som beskrevs av George Francis Hampson 1901. Macrosia chalybeata ingår i släktet Macrosia och familjen björnspinnare. Inga underarter finns listade i Catalogue of Life.